# Rissa (oiseau)
Pour les articles homonymes, voir Rissa.
Genre

Rissa est un genre comprenant deux espèces d'oiseaux marins appartenant à la famille des laridés.

## Liste des espèces
D'après la classification de référence (version 14.1, 2024) de l'Union internationale des ornithologues, il y a 2 espèces du genre Rissa (ordre philogénique) :
- Rissa tridactyla (Linnaeus, 1758) – Mouette tridactyle ;
- Rissa brevirostris (Bruch, 1855) – Mouette des brumes.